# 写实主义画家组
写实主义画家组（Peintres de la Réalité）在二战后由亨利·卡迪乌创立，以此将擅长静物画和风俗画的艺术家联系起来。 这个过程发展为后来的错视画/写实画运动（Mouvement trompe l'oeil/Réalité）。这类绘画不是对中世纪或17世纪绘画的重现，而是写实主义在20世纪合乎逻辑的发展结果，它取代了超现实主义绘画而引领了现代错视画。
1973年，写实绘画流派在纽约文化中心（Cultural Center of New York）和华盛顿科科伦藝術馆展出。
1989年，在亨利·卡迪乌（Henri Cadiou）去世后，他的儿子皮埃尔·吉卢（Pierre Gilou）继续他在“写实主义画家组”的工作。
1993年，这类绘画作为巴黎大皇宫（Grand Palais in Paris）的一部分，取得了令人欣喜的成功，“错视画的胜利”（“le triomphe du trompe-l'oeil”）展览在两周内有超过6万5千名游客。

## 成员
以下是1955年“写实主义画家组”参加巴黎Marforen美术馆国际展览的首批人员：
- 雅克·阿贝依（法国）（Jacques Abeille （France））
- 琼斯·阿尔伯特（比利时）（Jos Albert （Belgium））
- 马里亚诺·安德鲁（西班牙）（Mariano Andréu （Spain））
- 皮埃特罗·阿尼戈尼（意大利）（Pietro Annigoni （Italy））
- 弗朗索瓦·巴布莱（法国）（François Baboulet （France））
- 马丁·巴特斯比（大不列颠）（Martin Battersby （Great Britain））
- 亨利·卡迪乌（法国）（Henri Cadiou （France））
- 弗兰克·A·基索迪（意大利）（Franco A. Ghisotti （Italy））
- 费尔南德·凯里克拉（法国）（Fernand Guery-Colas （France））
- 莉泽洛特·施拉姆·海克曼（德国）（Liselotte Heckmann （Deutschland））
- 罗伯特·让尼松（法国）（Robert Jeannisson （France））
- 康内留斯·波斯特马（荷兰）（Cornelius Postma （The Netherlands））
- 威纳·施拉姆（德国）（Werner Schramm （Deutschland））
- 格雷戈里奥·希尔蒂安（意大利）（Gregorio Sciltian （Italy））
- 克劳德·伊维（法国）（Claude Yvel （France））